# Icosaedro rómbico
| Icosaedro rómbico  | Icosaedro rómbico                            |
| ------------------ | -------------------------------------------- |
|                    |                                              |
| Tipo               | Zonoedro                                     |
| Caras              | 20 rombos áureos congruentes                 |
| Aristas            | 40                                           |
| Vértices           | 22                                           |
| Caras por vértice  | 3, 4, o 5                                    |
| Poliedro conjugado | Girobicúpula pentagonal de caras irregulares |
| Simetría           | D5d= D5v, [2+,10], (2*5)                     |
| Propiedades        | Convexo, zonoedro                            |

El icosaedro rómbico es un poliedro con una forma similar a la de una esfera achatada. Sus 20 caras son congruentes con el rombo áureo; y se unen 3, 4 o 5 caras en cada vértice. Tiene 5 caras (verde en la figura superior) que se encuentran en cada uno de sus 2 polos; estos 2 vértices se encuentran en su eje de simetría pentagonal, que es perpendicular a 5 ejes de doble simetría a través de los puntos medios de las aristas ecuatoriales opuestas (ejemplo en la figura superior: las aristas mediales situadas más a la izquierda y más a la derecha). Sus otras 10 caras se disponen ecuatorialmente (5 por arriba y 5 por debajo de la cintura del poliedro), de manera que cada uno de estos 10 rombos tiene 2 de sus 4 lados sobre este ecuador, formando un decágono alabeado en zig-zag. El icosaedro rómbico tiene 22 vértices, y su grupo de simetría es D5d, [2+,10], (2*5), de orden 20; y por lo tanto, tiene un centro de simetría (ya que 5 es impar).
Aunque todas sus caras son congruentes, el icosaedro rómbico no es una figura isoedral, ya que se puede distinguir si una cara en particular está cerca del ecuador o cerca de un polo examinando los tipos de vértices que rodean esta cara.

## Zonoedro
El icosaedro rómbico es un zonoedro, es decir, es dual a una girobicúpula pentagonal con caras triangulares y pentagonales regulares, pero con cuadriláteros irregulares.
El icosaedro rómbico tiene 5 conjuntos de 8 aristas paralelas, descritas como 85 cinturones.
|  | Las aristas del icosaedro rómbico se pueden agrupar en 5 conjuntos paralelos, como se ve en esta proyección ortogonal de su estructura alámbrica. |

Es la envolvente convexa de la proyección del primer vértice de un penteracto en 3 dimensiones. Los 32 vértices de un 5-cubo se ubican en los 22 vértices exteriores del icosaedro rómbico, y los 10 vértices interiores restantes forman un antiprisma pentagonal.
De la misma manera, se puede obtener un dodecaedro de Bilinski de un teseracto, y un triacontaedro rómbico de un hexeracto.

## Poliedros relacionados
El icosaedro rómbico se puede derivar del triacontaedro rómbico quitando uno de los cinturones de las 10 caras intermedias.
| Un triacontaedro rómbico puede verse como un icosaedro rómbico elongado | El icosaedro rómbico y el triacontaedro rómbico tienen la misma proyección ortogonal con simetría de orden 10 (*) |

(*) (Por ejemplo, en la figura de la izquierda):
La proyección ortogonal del cinturón (vertical) de las 10 caras medias del triacontaedro rómbico es simplemente el decágono regular exterior (horizontal) de la proyección ortogonal común.